# Zalesie (Wicko)
Zalesie – część wsi Wicko, w gminie Międzyzdroje w woj. zachodniopomorskim, położona na wyspie Wolin.
Niemieckie wojsko w 1942 roku rozpoczęło budowę wyrzutni rakietowej rakiet V3, z żelbetowymi fundamentami i metalową konstrukcją. Teren był zasłonięty parkanem i ściśle strzeżony. Do 1945 roku wybudowano trzy wyrzutnie, które od końca 1943 roku sporadycznie wystrzeliwały pociski V-2 w kierunku wschodnim, przywożone wodami z zewnątrz. Dziś można zobaczyć pozostałości po tej wyrzutni. 

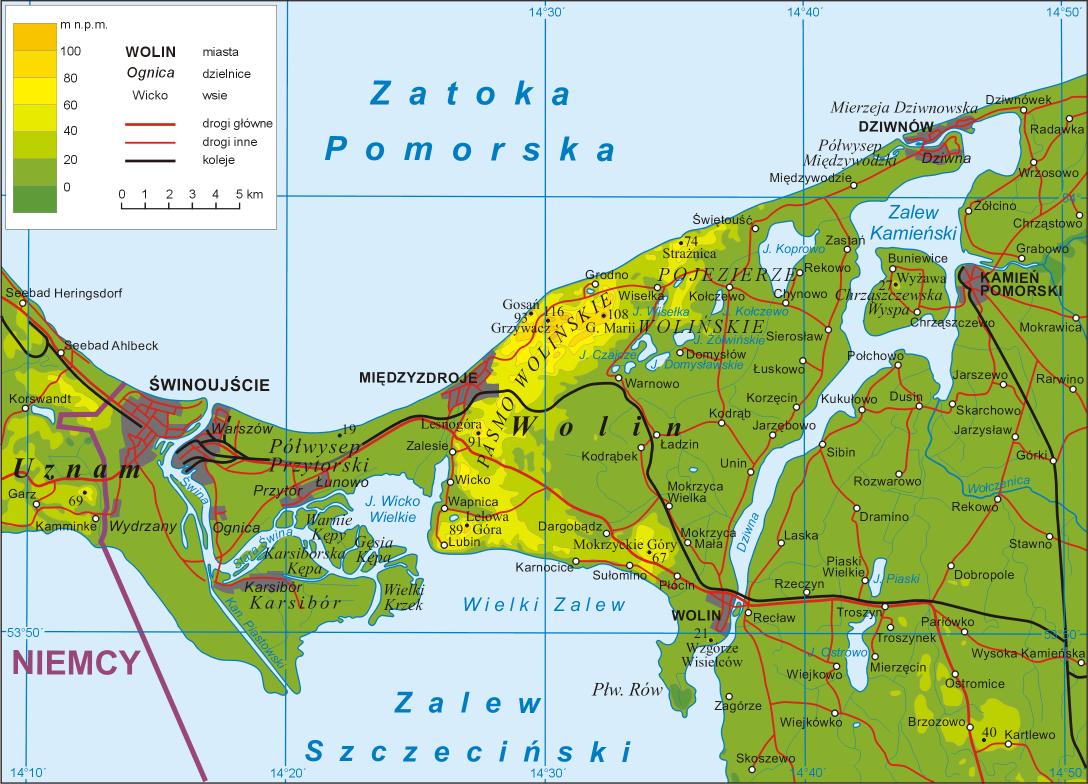
Mapa wyspy Wolin z zaznaczonym Zalesiem